# Ras
Ras är en avelsklassificering av individer inom en djurart i grupper som kännetecknas av specifika gemensamma ärftliga egenskaper,  men ändå kan reproducera sig med individer från andra raser. Till skillnad från det biologiska begreppet underart (som uppkommit till följd av geografisk isolering under lång tid) har begreppet ras olika definitioner. Det används främst för sådana varieteter av domesticerade djur som människan skapat genom selektiv avel. Motsvarigheten bland odlade växter kallas sort. I vissa sammanhang används begreppen underart och ras synonymt.

## Rasbegreppet tillämpat på husdjur

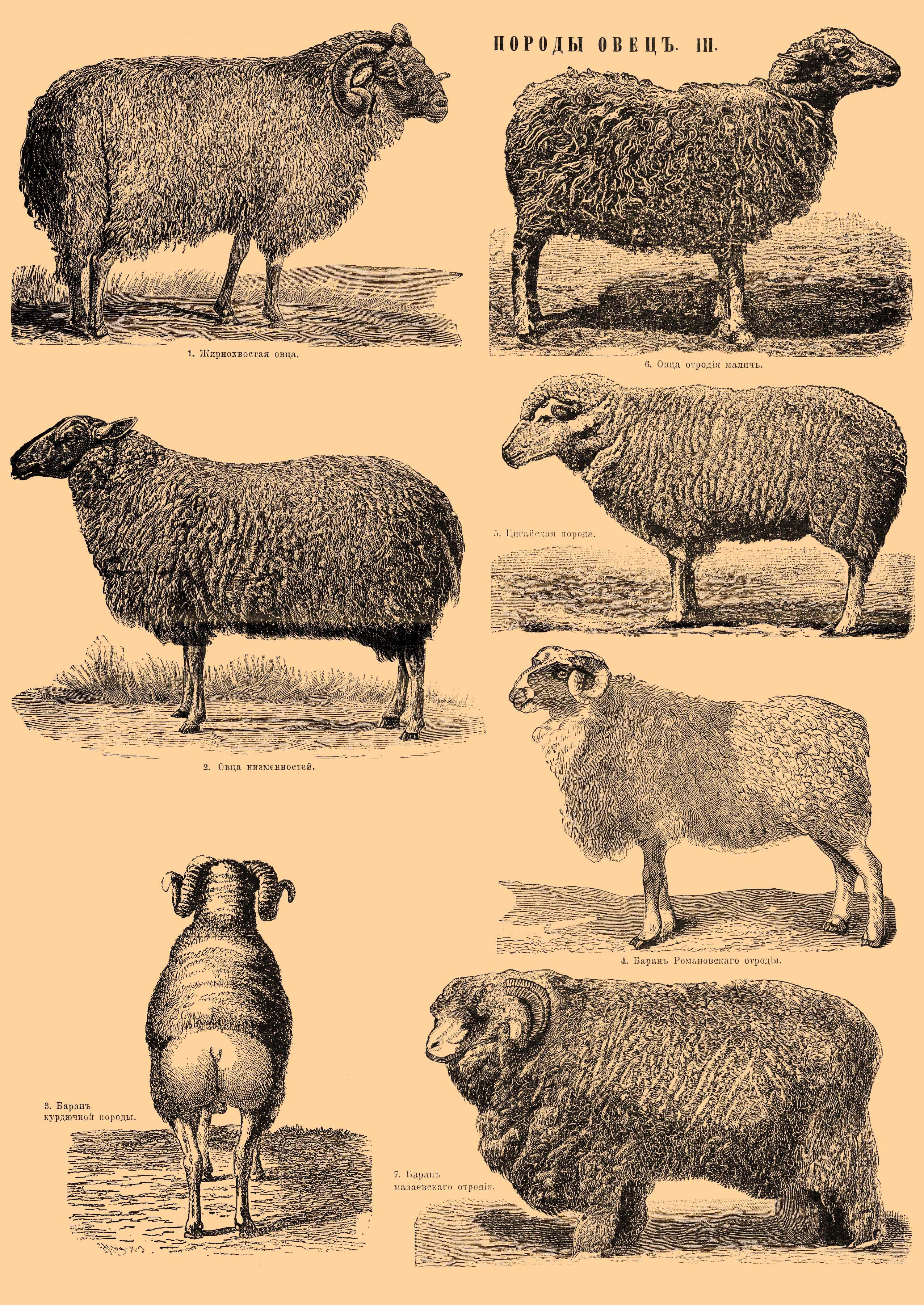
Olika fårraser, bild från en encyklopedi på ryska.

Den vardagliga och okontroversiella användningen av begreppet ras, begränsas till husdjursavel. Inom zoologin talas oftare om underarter, varianter eller typer för att definiera variationer inom en art. Med en ras avses en population, som är stambokförd och vars anatomiska särdrag är definierade i särskilda rasstandarder. Såväl stamböcker som rasstandarder administreras av avelsföreningar, som även sätter upp regler för hur aveln får gå till. 
Den på detta sätt organiserade husdjursaveln spreds från mitten av 1700-talet och slog igenom brett under andra hälften av 1800-talet. Dess ökade betydelse sammanfaller med industrialismens framväxt och motsvarar ett behov av, att skydda värdefulla egenskaper hos olika geografiskt isolerade populationer, när rörligheten i samhället och handeln ökade.
Ända sedan medeltiden har medveten avel, där man renavlat åtråvärda egenskaper förekommit, då framförallt hos hoven. Raser hos de olika husdjursarterna kan alltså definieras som kulturhistoriska produkter eller som resultat av mänskligt skapande. Bland husdjursraserna finns det dels raser, som utgår från lokala populationer, dels raser som avlats fram medvetet — i båda fallen ibland med ursprung i mutationer, till exempel dvärgväxt. Raser med ursprungligen begränsad geografisk spridning, kallas lantraser. 
Bland de framavlade raserna finns dels sådana, som enbart utgår från rena bruksegenskaper, vilket kan exemplifieras med höns, som är avlade utifrån sin värpförmåga, till exempel leghorn; respektive höns, som är avlade utifrån sitt praktfulla utseende, till exempel olika sorters dvärghöns, där man tagit fasta på det estetiska.
Huvudprincipen för indelning i raser är bruksegenskaperna, som är ekonomiskt betingade. Medan rent estetiska egenskaper, som till exempel pigment, så gott som alltid är ett underordnat kriterium.
Inom husdjursaveln skiljer man på raser och typer. Med ras menar man tydligt definierade populationer enligt ovanstående definition. Och med typ menar man djur med särskilda igenkänningsdrag, men med mer obestämt inbördes släktskap; djur som inte uppfyller kraven för att stambokföras. Så är till exempel american staffordshire bullterrier en ras, medan amerikansk pitbullterrier är en typ - hundar med liknande särdrag, men som inte är garanterat renrasiga (det finns dock vissa stambokförda populationer, av konkurrerande rasklubbar). Inom hundaveln är samtliga stamböcker för internationellt erkända raser slutna, medan det inom hästaveln istället är vanligt med regler om vilka populationer, som får förekomma i aveln. Det finns vissa raser med helt slutna stamböcker, till exempel engelskt fullblod eller lipizzaner, medan till exempel svenskt halvblod istället bygger på regler för vilka raser som får registreras och användas i aveln, det vill säga de olika fullblodsraserna samt flertalet tyska varmblodsraser. I Storbritannien utgår hästaveln till stor del inte från raser, utan utifrån vissa typer, till exempel hunter, hackney och cob.
I och med att husdjursdriften blev alltmer storskalig och rationaliserad under 1900-talets andra hälft, så likriktades även aveln. Detta har bland annat lett till att vissa egenskaper, till exempel vad gäller motståndskraft mot sjukdomar, gått förlorade och i flera fall har man fått lägga om aveln mot större variation och mindre krav på avkastning. Mest tydligt har detta gällt svin- och hönsuppfödning, men även för nötkreatur. I de flesta industriländer pågår bevarandeprojekt där man skapar genbanker för utkonkurrerade lantraser, som ofta har specialiserade egenskaper, som var värdefulla innan den moderna stordriften slog igenom, till exempel förmåga att klara bistert klimat eller livnära sig på mager kost.
Inom hundaveln har många raser drabbats av rasspecifikt nedärvda sjukdomar och den genetiska variationen är ibland så begränsad att det är fara för vissa rasers fortlevnad. Detta gäller inte bara raser med extremt renavlade egenskaper, till exempel engelsk bulldogg eller chihuahua, utan även raser där man från början utgått från en liten lokal population, till exempel svensk lapphund. Flertalet rasklubbar har därför program för att inte avla vidare på individer med ärftliga sjukdomar. Det pågår även en debatt om huruvida det är sunt med rashundsavel över huvud taget, där den ena sidan argumenterar för värdet av blandrashundar.

## Rasbegreppet tillämpat på människor
Existensen av människoraser i biologiskt avseende avfärdades första gången vetenskapligt av genetikern Richard Lewontin år 1972. Lewontin kom i sin undersökning fram till att den genetiska variationen mellan två slumpvist valda människor inom en lokal population människor i typfallet uppgår till drygt 85 procent av den genetiska variationen mellan två individer från vitt skilda mänskliga populationer. När Lewontin samlade ihop de lokala populationerna i sju kluster, med exempelvis afrikaner i ett kluster och östasiatiska folk i ett annat kluster så kom Lewontin fram till att den genetiska variationen mellan individerna kallade afrikaner respektive östasiater uppgick till över 93 procent av den totala genetiska variationen inom arten, medan drygt 6 procent bestod av skillnader mellan de olika klustren. Afrikaner skilde sig alltså mer från varandra än alla afrikaner i studien skilde sig från östasiater. På motsvarande sätt var östasiaterna mer olika varandra än alla östasiater i studien skilde sig från afrikaner.  Sedan 1970-talet har den genetiska forskningen kommit mycket långt och banbrytande genombrott har gjorts. Både homo sapiens och neandertalmänniskans genom har kartlagts. DNA-analyser från och med 2010 visar att man med mycket hög säkerhet kan identifiera en individs historia tiotusentals år bakåt i tiden vad gäller förfäder på fädernet eller mödernet. Två personer som aldrig träffats kan få veta att de exempelvis båda är ättlingar till Djingis Khan. Och redan på 1970-talet kunde en person kartlägga huvuddelen av sin härkomst, om ett tillräckligt stort antal genetiska markörer analyserades. Släktforskare över hela världen har omfamnat den teknologiska och kunskapsmässiga forskningen på DNA-området. En person i Storbritannien kan ta reda på hur mycket kelt, anglosaxare, viking (skandinav), östeuropé etc någon är.
Sedan 1970-talet har vetenskaplig konsensus nåtts om att skillnaderna mellan människor från olika kontinenter vad gäller fenotyp (hudfärg och anatomi) är för ospecifika för att zoologins rasbegrepp ska vara tillämpligt på människor — en väldefinierad klassificering av varje individ i ras är inte möjlig baserat på ärftlig fenotyp –  yttre kännetecken som anatomiska fördelar i olika sporter, snabbhet, uthållighet, hudfärgens exakta nyans, hårtyp, hårfärg, längd, observerbar fallenhet med mera, samtidigt som man sneglar på var i världen individen borde ha sin ursprungliga hemmiljö om man bortser från de senaste 500 årens migration. Studier om medfödda mentala skillnader mellan folkgrupper (t.ex. att östasiater som kineser, japaner och koreaner har högst IQ med den nuvarande tillgängliga mätmetodiken och östafrikaner som somalier, sydsudaneser och stamfolk från Eritrea till Tanzania  lägst IQ) betraktas av det vetenskapliga etablissemanget som ovetenskapliga och definitivt som rasism. Indelning av människan i grupper baserat på genetiska kluster är emellertid användbart för att studera statistiska skillnader i sjukdomar, historiska migrationsmönster, med mera. Begreppet "race" används fortfarande i ett stort antal forskningsartiklar om farmakokinetik, och i amerikanska bipacksedlar till medicin, men begreppets användning inom biomedicin är omdebatterad.
Indelning baserat på geografisk härkomst är även användbart för att vetenskapligt studera samhällsstrukturer och kulturella skillnader, och för att bekämpa diskriminering och uppnå etnisk mångfald. Självrapporterad "race" (i bemärkelsen från vilken kontinent man anser sig ha sin härkomst) registreras därför än idag tillsammans med etnicitet i samhällsstatistik och folkräkningar bland annat i USA och Storbritannien men det engelska begreppet ses då ofta som en socialt konstruerad klassificering. Varken ras eller etnicitet registreras i svensk officiell befolkningsstatistik. Även i engelskspråkig forskning har race alltmer kommit att ersättas av mer försiktiga begrepp, exempelvis etnisk, språklig eller religiös folkgrupp, nationalitet, geografisk population eller demografisk grupp.
Tidigare har begreppet ras använts flitigt som ett alternativ till begreppen folkgrupper och etniciteter. I läro- och faktaböcker fanns fram till tidigt åttiotal ofta sektioner om rasbiologi. Detta begrepp är fortfarande brukligt i engelsktalande länder. I USA för man exempelvis officiell statistik på hur många procent svarta, vita, asiater och latinamerikaner som bor i landet.  
Förr användes begreppet i mening av de karaktäristiska skillnaderna människor emellan, då man mätte dessa skillnader genom indelning av människor utifrån hudfärg, hårstruktur, kranieform och så vidare. Men genom nya möjligheter att undersöka arvsmassan på DNA-nivå finns det numera bättre metoder för att på strikt vetenskaplig grund fastställa olika befolkningsgruppers genetiska släktskap. När DNA-sekvenserna hos två obesläktade människor jämförs finner man att de är till 99,9 % identiska, oberoende av varifrån individerna kommer. Detta innebär att i genomsnitt var 1 000:e bokstav i DNA-sekvenserna skiljer sig åt.
Oavsett utseendeskillnader är människor med andra ord extremt lika varandra ur genetisk synvinkel.[källa behövs] De fåtal skillnader som finns i DNA hos olika individer har troligen uppkommit genom små slumpmässiga mutationer eller anpassning efter omgivning och rådande klimat. Eftersom man idag definierar raser som djurgrupper med en viss kvot av genetisk skillnad, samt att DNA varierar kontinuerligt och det saknas distinkta gränser, är det inte möjligt att dela in människan i ett begränsat antal raser. Antaganden om samband mellan biologisk ras och skillnader i mentala egenskaper är vetenskapligt ogrundade.[källa behövs]

### Rasbegreppets historia
Rasbegreppet har varierat över tiden. Inte ens under den historiska rasbiologins epok var man ense om vilka raserna var. När till exempel nazisterna ställde en ”arisk ras” mot en ”judisk ras” blandade man samman en språklig indelning (indoeuropeiska eller ”ariska” språk) med en religiös indelning (judisk religion) och påstod att båda var biologiska.
Relaterat till husdjursavel dyker begreppet ”ras” för första gången upp på svenska 1764. Om populationer av människor användes det i skrift på svenska första gången 1792. Vetenskaplig litteratur skrevs under denna tid fortfarande på latin. I en äldre, mer bildlig betydelse, med avseende på karaktärsdrag eller familj eller samhällsgrupp användes det i skrift första gången 1668, då med den internationella stavningen race. Man kunde till exempel tala om ”tullsnokarnas ras” eller ”Adolf Fredriks ras”.  Ursprunget till begreppet är omstritt [källa behövs].

### Rashygien
Rashygien eller eugenik (grekiska eugenes, av god ras eller börd) är en rörelse som förespråkar insatser som påstås förbättra människans ärftliga egenskaper. Eugeniken var inflytelserik i västvärlden, inklusive Sverige, särskilt under den första halvan av 1900-talet. 
Positiv eugenik innebär att främja fortplantningen av individer med ärftliga egenskaper som anses önskvärda, medan negativ eugenik syftar till att välja bort anlag som anses dåliga. Orden positiv och negativ syftar alltså på den använda metoden och inte på det önskade resultatet.
Francis Galton myntade begreppet eugenik 1883 och den tyske läkaren Alfred Ploetz introducerade termen Rashygien år 1895 i boken Grunder för rashygien (Grundlinien einer Rassenhygiene).

## Raser inom fantasy
I fantasyberättelser och sagor brukar det förutom människor finnas humanoida (människolika) arter, som ofta kallas raser. Tolkien frångick förebilderna för sina raser i folktron, exempelvis alverna är humanoider med spetsiga öron och inte övernaturliga väsen. Enligt fantasykonventionen brukar alver, dvärgar och hober vara goda medan orcher och troll är onda, men det finns verk där detta frångås. Orcher och alver brukar kunna få barn med människor och kallas då halvorcher respektive halvalver. Exempelvis i de tidiga versionerna av rollspelet Drakar och Demoner förekommer dessa konventioner mer eller mindre helt och hållet.

## Människoraser inom nyandlighet
Inom nyandlighet, esoterik och teosofi, liksom i vissa äldre religionsskrifter, förekommer ofta begreppet ras, så kallade "rotraser", "underraser" etc, syftande på olika människogruppers härstamning från olika delar av jorden och med ursprung i olika utomjordiska raser, dvs civilisationer i olika planetsystem i universum. Man menar då att olika folkgrupper anlänt till jorden i olika omgångar vid olika tidsepoker i planetens historia enligt en större kosmisk plan och att här dessutom tidigare har existerat många andra folkgrupper med ytterligare andra slags karaktäristika, kroppslängd, hudfärg, språk etc, vars lämningar har påträffats vid olika arkeologiska utgrävningar och finns beskrivna i ett antal artiklar och böcker. Vissa av dessa grupper ingår i den antropologiska forskningen, som till exempel neandertalare och homo erectus. Andra ställer till med kontroverser i forskningen, såsom "minimänniskan" homo floresiensis. Inom nyandlighet och hos anhängare av kreationism förekommer uppgifter om till exempel skelett av "jättemänniskor" (jmf Bibeln Genesis 6:4) rapporterade från olika delar av världen genom den arkeologiska historien.